# 伊賀站
伊賀站（日语：／ Iga eki */?）是位於福岡縣糟屋郡粕屋町長者原西一丁目，九州旅客鐵道（JR九州）的香椎線車站。車站編號為JD10。

## 歷史
- 1904年（明治37年）1月1日 - 博多灣鐵道（1920年改名為博多灣鐵道汽船（日语：博多湾鉄道汽船））的長者原站（第一代）啟用[1]。
- 1908年（明治41年）10月1日 - 車站改名為伊賀站[2]。
- 1942年（昭和17年）9月19日 - 博多湾鐵道汽船被西日本鐵道合併[3][4]，成為該公司糟屋線車站。
- 1944年（昭和19年）5月1日 - 西日本鐵道西戶崎站至宇美站之間在戰時被國有化，成為運輸通信省（後來為日本國有鐵道）香椎線車站[5]。
- 1980年（昭和55年）3月31日 - 結束貨物業務。
- 1987年（昭和62年）4月1日 - 伴隨國鐵分割民營化，車站由九州旅客鐵道（JR九州）營運[6][7][8]。
- 1988年（昭和63年）7月21日 - 設置委託車站職員[9]。
- 1993年（平成5年）3月 - 翻新車站大樓。
- 2009年（平成21年）3月1日 - 此站開始可以使用IC卡「SUGOCA」[10]。
- 2015年（平成27年）3月14日 - 引入車站集中管理系統（Smart Support Station）（日语：駅集中管理システム）「ANSWER」後成為無人車站[11]。

## 車站構造
車站是一座地面車站，設有1面1線的單式月台，車站大樓位於路軌西邊（下行列車會開啟右邊車門）。此站是無人車站。此站設有側線，用作停泊維護路軌車輛。車站大樓內設有社區會堂「和藹堂伊賀」。
此站可使用SUGOCA，同時可購買IC卡和為IC卡增值。當發生異常時，設有遠端資訊服務。

## 使用狀況
在2019年（令和元年）度，1日平均乘車人次為825人。
| 年度   | 1日平均 上下車人次 | 1日平均 乘車人次 |
| ------ | ------------------ | ---------------- |
| 2006年 | 700                | -                |
| 2007年 | 1,100              | -                |
| 2008年 | 1,100              | -                |
| 2009年 | 1,100              | -                |
| 2010年 | 1,100              | -                |
| 2011年 | 1,200              | -                |
| 2012年 | 1,200              | -                |
| 2013年 | 1,300              | -                |
| 2014年 | 1,300              | -                |
| 2015年 | 1,400              | -                |
| 2016年 | 1,500              | 740              |
| 2017年 |                    | 769              |
| 2018年 |                    | 792              |
| 2019年 |                    | 825              |

## 車站周邊
車站位於粕屋町中心北邊。周邊為住宅區。在1988年設置長者原站前，此站最接近粕屋町中心部。另外，站前設有縣道545號，沿縣道向南前進約1公里可到達篠栗線原町站。
- 福岡縣立福岡魁誠高等學校（日语：福岡県立福岡魁誠高等学校）
- 粕屋町立粕屋東中學
- 粕屋町立大川小學
- THE BIG（日语：ザ・ビッグ）Express 粕屋店
- 方舟幼稚園
- 福岡縣粕屋保健福祉事務所

## 相鄰車站
九州旅客鐵道（JR九州）
香椎線
土井（JD09）－伊賀（JD10）－長者原（JD11）

## 注腳
1. ↑  「運輸開始」『官報』1904年1月11日（國立國會圖書館數碼化資料）
2. ↑  「停車場改称」《官報》1908年9月19日（國立國會圖書館數碼化資料）
3. ↑  宗像市史編纂委員會 《宗像市史 通史編 第三巻 近現代》 宗像市，1999年3月1日。
4. ↑  古賀町誌編委員會 《古賀町誌》 古賀町，1985年11月1日。
5. ↑  財團法人運輸調査局編 《日本国有鉄道版 日本陸運史料 第3巻 日本陸運十年史 戦時交通編》 Cress出版，1990年11月。
6. ↑  九州鉄道百年祭実行委員会・百年史編纂部会 (编).  初版. 九州旅客鉄道. 1988: 181 （日语）.
7. ↑  『交通年鑑 昭和63年版』 交通協力會，1988年3月。
8. ↑  今村都南雄 『民営化の效果と現実NTTとJR』 中央法規出版，1997年8月。ISBN 978-4805840863
9. ↑  石川尹巳. . 鐵道畫刊 (電氣車研究會). 1988年11月, (503): 88 （日语）.
10. ↑  . 交通新聞 (交通新聞社). 2009-03-03: 1 （日语）.
11. ↑   (PDF) (新闻稿). 九州旅客鉄道. 2014-12-22  [2020-02-07]. （原始内容 (PDF)存档于2019-01-20） （日语）.
12. ↑  SUGOCA 利用可能エリア （页面存档备份，存于）（日語） 九州旅客鐵道，截至平成28年3月26日（2016年10月5日參閲）。
13. ↑   (PDF). 九州旅客鉄道.   [2020-12-26]. （原始内容 (PDF)存档于2020-08-24） （日语）.
14. ↑  粕屋町 町勢要覧 JR各駅別利用状況
15. ↑   (PDF). 九州旅客鐵道. 2017-07-31  [2017-08-07]. （原始内容 (PDF)存档于2017-08-01） （日语）.
16. ↑   (PDF). 九州旅客鐵道.   [2019-07-24]. （原始内容 (PDF)存档于2019-07-06） （日语）.
17. ↑   (PDF). 九州旅客鐵道.   [2019-07-24]. （原始内容 (PDF)存档于2020-03-15） （日语）.
18. ↑   (PDF). 九州旅客鐵道.   [2020-12-26]. （原始内容 (PDF)存档于2020-08-24） （日语）.

## 外部連結
- 伊賀（車站資訊） - 九州旅客鐵道